# Финска на Европском првенству у атлетици у дворани 1974.
Финска је учествоваla на 5. Европском првенству у атлетици у дворани 1974. одржаном 9. и 10. марта 1974. године у дворани Скандинавијум у Гетеборгу, (Шведска).   Репрезентацију Финске у њеном петом учешћу на европским првенствима у дворани представљало је шаст спортиста (8 мушкараца и 3 жена) који су се такмичили у 6 дисциплина (3 мушкие и 5 женск2).
Најуспешнији тачмичар био је освајач сребрне медаље. у скоку мотком Анти Калиомеки, који је постао први фински атлетичар који је освојио две медаље на европским првенствима у дворани. Најбољи резултат имала се  спринтерка Мона-Лиса Стрендвал која је у полуфиналу трке на 60 метара поставила светски рекорд, који је у финалној трци оборен.
Са једном сребрном медаљљм Финска је у укупном пласману освојила 14. место од 15 земаља које су на овом првенству освојиле медаље, односно 24 земље учеснице.
У табели успешности (према броју и пласману такмичара који су учествовали у финалним такмичењима (првих 8 такмичара) Финска је са два учесника у финалу заузела 15 место са 12 бодова  од 22 земље које су имале представнике у финалу, односно 24 жемље учеснице. Једино Аустрија и Ирска нису имали ниједног финалисту.
| Плас. | Земља  | 1. место | 2. место | 3. место | 4. место | 5. место | 6. место | 7. место | 8. место | Бр. финал. - Бод. |
| ----- | ------ | -------- | -------- | -------- | -------- | -------- | -------- | -------- | -------- | ----------------- |
| 15.   | Финска | −        | 1 − 7    | −        | 1 − 5    | −        | −        | −        | −        | 2 − 12            |

## Учесници
| Бр. | Дисциплина  | Мушкарци        | Жене                | Укупно |
| --- | ----------- | --------------- | ------------------- | ------ |
| 1.  | 60 м        | Раимо Вилен     | Мона-Лиса Стрендвал | 2      |
| 2.  | 400 м       |                 | Рита Салин          | 1      |
| 3.  | 800 м       | Марку Алто      |                     | 1      |
| 4.  | Скок мотком | Анти Калуиомеки |                     | 1      |
| 5.  | Скок удаљ   |                 | Тула Раутанен       | 1      |
|     | Укупно (5)  | 3               | 3                   | 6      |

## Освајачи медаља
- Сребро

1.  Анти Калуиомеки — Скок мотком

### Мушкарци
| Атлетичар       | Дисциплина  | Лични рекорд | Квалификације | Квалификације | Полуфинале | Полуфинале | Финале               | Финале   | Детаљи |
| Атлетичар       | Дисциплина  | Лични рекорд | Резултат      | Место         | Резултат   | Место      | Резултат             | Место    | Детаљи |
| --------------- | ----------- | ------------ | ------------- | ------------- | ---------- | ---------- | -------------------- | -------- | ------ |
| Раимо Вилен     | 60 м        |              | 6,84          | 4. у гр 4 КВ  | 6,82       | 7. у пф. 2 | Није се квалификовао | 15. / 24 |        |
| Марку Алто      | 800 м       |              | 1:49,81       | 3. у гр 1     |            |            | Није се квалификовао | 7. / 12  |        |
| Анти Калуиомеки | Скок мотком |              |               |               |            |            | 5,30                 |          |        |

### Жене
| Атлетичар           | Дисциплина | Лични рекорд | Квалификације | Квалификације | Полуфинале               | Полуфинале            | Финале                | Финале   | Детаљи |
| Атлетичар           | Дисциплина | Лични рекорд | Резултат      | Место         | Резултат                 | Место                 | Резултат              | Место    | Детаљи |
| ------------------- | ---------- | ------------ | ------------- | ------------- | ------------------------ | --------------------- | --------------------- | -------- | ------ |
| Мона-Лиса Стрендвал | 60 м       |              | 7,34          | 1. у гр 3 КВ  | 7,22 СРд, ЕРд, РЕПд, НРд | 1. у пф. 2 КВ         | 7,24                  | 4. / 21  |        |
| Рита Салин          | 400 м      |              | 54,76         | 3. у гр 1     | Није се квалификовала    | Није се квалификовала | Није се квалификовала | 9. / 12  |        |
| Тула Раутанен       | скок удаљ  |              |               |               |                          |                       | 6,10                  | 10. / 10 |        |

## Биланс медаља Финске после 5. Европског првенства у дворани 1970—1974.
|     | ЕП     |   |   |   |   | УП    |
| 1.  | 1970.  | 0 | 0 | 1 | 1 | = 12  |
| 2.  | 1971.  | 0 | 0 | 0 | 0 | = 16. |
| 3.  | 1972.  | 0 | 0 | 1 | 1 | = 13. |
| 4.  | 1973.  | 0 | 0 | 2 | 2 | = 14. |
| 5.  | 1974.  | 0 | 1 | 0 | 1 | = 14. |
| 1-5 | Укупно | 0 | 1 | 4 | 5 | 17.   |
| --- | ------ | - | - | - | - | ----- |

|    | ЕП              |   |   |   |   |
| 1. | Анти Калуиомеки | 0 | 1 | 1 | 2 |
| -- | --------------- | - | - | - | - |

## Фински освајачи медаља после 5. Европског првенства 1970—1974.
|    | Атлетичар/ка       | м | ж | ЕП       | Дисциплина |   |   |   |   |
| -- | ------------------ | - | - | -------- | ---------- | - | - | - | - |
| 1. | Јарко Тапола       | м |   | 1970.    | 60 м       |   |   |   | 1 |
| 2. | Анти Калиомеки (1) | м |   | 1972.    | мотка      |   |   |   | 1 |
| 3. | Раимо Вилен        | м |   | 1973.    | 60 м       |   |   |   | 2 |
| 4. | Пека Пејверинта    | м |   | 1973.    | 3.000 м    |   |   |   | 2 |
| 5. | Анти Калиомеки (2) | м |   | 1974.    | мотка      |   |   |   | 1 |
|    | Укупно             | 5 | 0 | 1970—73. |            | 0 | 1 | 4 | 5 |